# Caripetella madagascariensis
Caripetella madagascariensis är en spindelart som först beskrevs av Lenz 1886.  Caripetella madagascariensis ingår i släktet Caripetella och familjen vårdnätsspindlar. Inga underarter finns listade.